# هانک کوکران
هانک کوکران (انگلیسی: Hank Cochran؛ ۲ اوت ۱۹۳۵ – ۱۵ ژوئیهٔ ۲۰۱۰) یک موسیقی‌دان اهل ایالات متحده آمریکا بود.